# Thomas Troelsen
Thomas Skov Troelsen (født 6. oktober 1981) er en dansk producer og sangskriver. Han er tidligere medlem og medstifter af rockbandet Superheroes fra Skive, der bestod fra 1996–2006, og nuværende medlem af Private, der 8. oktober 2007 sendte deres første album My Secret Lover på gaden.
Thomas Troelsen har siden 2001 haft sit eget studie Delta Lab. Han har produceret landeplager som Junior Seniors "Move Your Feet" og Drengene fra Angoras "De skal have baghjul nede i Touren". Desuden har han sammen med Remee skrevet og coproduceret Monroses europæiske hit "Hot Summer". Som noget af det seneste har han bl.a. været med til at producere tv·2s tre seneste albums De første kærester på månen fra 2005, For dig ku' jeg gøre alting fra 2007 og Showtime fra 2011. Han har også produceret The Raveonettes femte album, In And Out of Control fra 2009. Derudover har han også samarbejdet med Remee om at skrive og producere den sydkoreanske sang "Danger" af den sydkoreanske sanger Taemin i 2014.
Han optrådte som hjælpedommer for Remee i tredje sæson af talentkonkurrencen X-Factor
I 2014 har Troelsen skrevet og produceret den officielle VM-fodboldsang "We are one (Ole, Ola)" som Pitbull, Jennifer Lopez og Claudia Leitte medvirker på.
I 2015 lagde Thomas Troelsen stemme til EDM nummeret Chemicals, som blev produceret af de to hollandske EDM producere Tiësto og Don Diablo.

## X-Factor
Troelsen medvirkede i X factor 2010 under bootcamp programmerne.
Desuden har Troelsen været med til at lave Martin Hedegaards album Show the world.[kilde mangler]

## Udvalgte albumproduktioner
- Junior Senior – D-D-Don't Don't Stop the Beat (2003)
- The Magic Bullet Theory - Poems & Explosions (2004)
- Melody Club – Face the Music (2004)
- Junior Senior – Hey Hey My My Yo Yo (2005)
- tv·2 – De første kærester på månen (2005)
- Melody Club – Scream (2006)
- Kenneth Bager – Fragments from a Space Cadet (2006)
- Monrose – Strictly Physical (2007)
- tv·2 – For dig ku' jeg gøre alting (2007)
- Aura – Columbine (2008)
- Martin – Show the World (2008)
- The Raveonettes – In and Out of Control (2009)
- Alien Beat Club – Diversity (2009)
- The Kenneth Bager Experience – Fragments from a Space Cadet 2 (2010)
- tv·2 – Showtime (2011)
- Aqua – Megalomania (2011)
- Aura Dione – Before the Dinosaurs (2011)
- Sanne Salomonsen – Tiden brænder (2011)
- Inna – Party Never Ends (2013)
- Pitbull – Globalization (2014)
- Flo Rida – My House (2015)
- Meghan Trainor – Thank You (2016)